# Lista de episódios de Haikyu!!

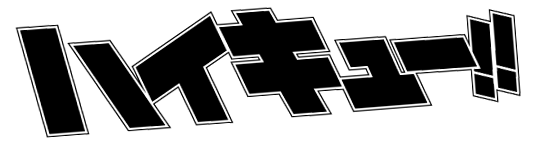
Logo da série

Esta é a lista de episódios de Haikyu!!, um anime baseado no mangá de mesmo nome escrito e ilustrado por Haruichi Furudate entre 2012 e 2020. A história segue Shoyo Hinata, um garoto determinado a se tornar um grande jogador de voleibol apesar de sua baixa estatura, que se junta ao time de vôlei da Escola Secundária Karasuno. A adaptação foi produzida pelo estúdio Production I.G e anunciada em 22 de setembro de 2013. Foi dirigido por Susumu Mitsunaka, com Taku Kishimoto cuidando da composição da série, Takahiro Kishida fornecendo designs dos personagens e Yuki Hayashi e Asami Tachibana compondo a música.
A primeira temporada foi exibida entre 6 de abril e 21 de setembro de 2014 na MBS e nos outros canais da Japan News Network. A segunda temporada foi ao ar de 4 de outubro de 2015 a 27 de março de 2016. A terceira temporada, intitulada Haikyū!! Karasuno Kōkō VS Shiratorizawa Gakuen Kōkō (ハイキュー!! 烏野高校 VS 白鳥沢学園高校, lit. Haikyū!! Escola Secundária Karasuno vs. Academia Shiratorizawa), foi transmitido de 8 de outubro a 10 de dezembro de 2016. A quarta temporada, intitulada Haikyu!! To The Top (ハイキュー!! TO THE TOP), foi anunciada no evento Jump Festa em 22 de setembro de 2019. Masako Satō substituiu Mitsunaka como diretor, com o restante da equipe retornando. A temporada estreou em 11 de janeiro de 2020 no bloco Super Animeism. Mais tarde, foi anunciado que ela seria dividida em duas partes; devido à pandemia de COVID-19, a segunda parte foi adiada e foi ao ar de 3 de outubro a 19 de dezembro de 2020. A série usou 14 músicas-tema para seus créditos: sete como temas de abertura e sete como temas de encerramento.
Além das temporadas, cinco animações originais para vídeo (OVAs) foram produzidas. A adaptação da história do mangá continuou com um filme intitulado Gekijōban Haikyu!! Gomi Suteba no Kessen (劇場版ハイキュー!! ゴミ捨て場の決戦, lit. Haikyu!! O Filme: A Batalha do Lixão), lançado em 16 de fevereiro de 2024. Uma segunda película chamada Haikyu!! VS Chiisana Kyojin (劇場版ハイキュー!! VS 小さな巨人, lit. Haikyu!! VS O Pequeno Gigante) também foi anunciada. A Toho Animation faz a distribuição da série em home video no Japão, enquanto a Crunchyroll licenciou a transmissão internacionalmente. Em 2022 a série também recebeu uma dublagem em português brasileiro realizada pelo estúdio Atma Entretenimento.

## Resumo da série
| Temporada | Temporada | Episódios | Episódios            | Originalmente exibido  | Originalmente exibido  |
| Temporada | Temporada | Episódios | Episódios            | Estreia da temporada   | Final da temporada     |
| --------- | --------- | --------- | -------------------- | ---------------------- | ---------------------- |
|           | 1         | 25        | 25                   | 6 de abril de 2014     | 21 de setembro de 2014 |
|           | 2         | 25        | 25                   | 4 de outubro de 2015   | 27 de março de 2016    |
|           | 3         | 10        | 10                   | 8 de outubro de 2016   | 10 de dezembro de 2016 |
|           | 4         | 25        | 13                   | 11 de janeiro de 2020  | 4 de abril de 2020     |
| 12        | 4         | 25        | 3 de outubro de 2020 | 19 de dezembro de 2020 |                        |

## Lista de episódios

### 1.ª temporada (2014)
| N.º na série | N.º na temp. | Título | Dirigido por                      | Escrito por         | Exibição original      |
| --- | ------------ | --- | --------------------------------- | ------------------- | ---------------------- |
| 1 | 1            | "O Fim e o Começo" Transliteração: "Owari to hajimari" (em japonês: 終わりと始まり)                                  | Susumu Mitsunaka                  | Taku Kishimoto      | 6 de abril de 2014     |
| Shoyo Hinata é inspirado pelo Pequeno Gigante jogando vôlei na televisão. Três anos depois, ele vai ao seu primeiro torneio de vôlei e seu time enfrenta a Kitagawa Daiichi, a escola de Tobio Kageyama, também conhecido como o Rei da Quadra. O confronto entre eles deixa ambos interessados nas habilidades um do outro e desencadeia uma rivalidade. No entanto, eles se reencontram no ano seguinte, mas desta vez como companheiros de equipe em sua nova escola, Karasuno. |              | |                                   |                     |                        |
| 2 | 2            | "O Clube de Voleibol do Colégio Karasuno" Transliteração: "Karasuno kōkō haikyūbu" (em japonês: 烏野高校排球部)      | Kōichi Kikuta                     | Taku Kishimoto      | 13 de abril de 2014    |
| Quando Hinata chega à sua nova escola, a Karasuno High School, ele fica surpreso ao entrar no ginásio e encontrar Kageyama, que também é o mais novo membro do time. As duas personalidades entram em choque, e então o Capitão Daichi Sawamura chega para confrontá-los e diz que eles não podem entrar para o clube até que comecem a se dar bem. Alguns dias se passam e os dois ficam com inveja. No entanto, em vez de concordarem em trabalhar como uma equipe, eles desafiam os alunos do terceiro ano para uma partida com a condição de que, se vencerem, eles se juntarão ao time. Se perderem, enquanto os do terceiro ano estiverem presentes, Kageyama nunca jogará como levantador. |              | |                                   |                     |                        |
| 3 | 3            | "Um Aliado Formidável" Transliteração: "Saikyō no mikata" (em japonês: 最強の味方)                                   | Tomoko Hiramuki                   | Taku Kishimoto      | 20 de abril de 2014    |
| Sawamura aceita a proposta, mas a altera. Será um jogo de 3 contra 3 entre calouros. Sawamura diz que jogará no time em que Hinata e Kageyama não estão e designa Tanaka Ryuunosuke como o companheiro deles para a partida. Kageyama e Hinata encontram os colegas do primeiro ano Kei Tsukishima e Tadashi Yamaguchi. Tsukishima revela que é um bloqueador contra o qual ninguém teve sucesso, e ele revela por que Kageyama era conhecido como o "Rei da Quadra" no Ensino Fundamental. Hinata se recusa a aceitar sua explicação, e em treinos secretos pela manhã, Kageyama, Hinata e Ryuunosuke começam a melhorar o recebimento de saque de Hinata e afinar suas cortadas.                |              | |                                   |                     |                        |
| 4 | 4            | "A Visão do Topo" Transliteração: "Itadaki no keshiki" (em japonês: 頂の景色)                                        | Shintarō Itoga                    | Taku Kishimoto      | 27 de abril de 2014    |
| Durante a partida 3 contra 3, Kageyama começa a cair em seus velhos hábitos de levantamento, tornando difícil para Hinata e Ryuunosuke cravarem a bola. Quando ele entra em sincronia com eles, no entanto, Tsukishima prevê seus movimentos e consegue bloquear todas as jogadas. Apesar disso, Kageyama e Hinata começam a ter sucesso com seu ataque rápido. |              | |                                   |                     |                        |
| 5 | 5            | "A Ansiedade do Covarde" Transliteração: "Shōshinmono no kinchō" (em japonês: 小心者の緊張)                          | Yasuo Ejima                       | Taku Kishimoto      | 4 de maio de 2014      |
| Kageyama e Hinata começam a entrar em sincronia. Como os levantamentos de Kageyama começam a atingir as mãos de Hinata toda vez, Tsukishima é forçado a mudar suas táticas de bloqueio. Isso libera Ryuunosuke do outro lado, e o time deles consegue se recuperar e vencer a partida. Kageyama e Hinata então são aceitos como membros oficiais do time. O novo professor responsável por eles, Ittetsu Takeda, anuncia que conseguiu organizar uma partida de treino com a Aoba Johsai, uma das escolas com um time de vôlei de ponta na prefeitura, com a condição de que Kageyama deve atuar como levantador durante toda a partida.                                                          |              | |                                   |                     |                        |
| 6 | 6            | "Um Time Interessante" Transliteração: "Omoshiroi chīmu" (em japonês: 面白いチーム)                                  | Tomohiro Hirata                   | Taku Kishimoto      | 11 de maio de 2014     |
| Durante a partida contra a Aoba Johsai, o ataque rápido de Kageyama e Hinata prova ser uma arma eficaz. No entanto, Kageyama revela que ele não acha que seus adversários estão usando seu verdadeiro levantador. |              | |                                   |                     |                        |
| 7 | 7            | "Contra o Grande Rei" Transliteração: "VS "Daiō-sama"" (em japonês: VS “大王様”)                                     | Rokō Ogiwara                      | Taku Kishimoto      | 18 de maio de 2014     |
| Toru Oikawa retorna para a Aoba Johsai. Ele é revelado como seu capitão e verdadeiro levantador. Ele também foi o senpai original de Kageyama. Os saques de Oikawa são perfeitos, resultando em vários aces. Quando Sawamura muda a formação da equipe, a Karasuno finalmente consegue vencer a partida. No entanto, Oikawa revela que quando eles se encontrarem novamente, ele fará pontos desde o começo e o resultado será diferente. Na viagem de ônibus para casa, Sawamura revela que a Karasuno também tem algumas surpresas, incluindo um líbero que pode mudar a dinâmica deles como um time.                                                                                           |              | |                                   |                     |                        |
| 8 | 8            | "O Dito "Ace"" Transliteração: ""Ēsu" to yobareru hito" (em japonês: “エース”と呼ばれる人)                           | Yoshihide Ibata                   | Takuya Satō         | 25 de maio de 2014     |
| Yu "Noya" Nishinoya é o líbero da Karasuno que retornou para ajudar o time a começar a melhorar na recepção de bola. No entanto, ele se recusa a jogar em qualquer jogo até que seu ace, Asahi Azumane, retorne. Enquanto isso, o professor Takeda continua a perseguir Keishin Ukai para que ele aceite a treinar o time da Karasuno. Ukai diz a ele que ele não é como seu avô e recusa o convite, mas Takeda surge com um plano que ele acredita que levará Ukai a eventualmente aceitar a proposta. |              | |                                   |                     |                        |
| 9 | 9            | "Um Toque pro Ace" Transliteração: "Ēsu e no tosu" (em japonês: エースへのトス)                                      | Mariko Ishikawa                   | Taku Kishimoto      | 1 de junho de 2014     |
| Ukai concorda em se tornar o treinador da Karasuno depois que descobre que Takeda marcou um amistoso contra os antigos rivais deles, a Escola Secundária Nekoma, mas apenas para esse jogo. Para aprender os pontos fortes de cada um dos jogadores atuais, ele organiza um partida contra a associação de vôlei local, formado por ex-alunos da Karasuno. Koshi Sugawara e Noya são colocados no time da associação para completar a equipe, assim como Azumane, que decidiu voltar ao clube. |              | |                                   |                     |                        |
| 10 | 10           | "Admiração" Transliteração: "Akogare" (em japonês: 憧れ)                                                             | Shintarō Itoga                    | Taku Kishimoto      | 8 de junho de 2014     |
| A Karasuno perde o primeiro set. Ukai consegue ver em primeira mão como Hinata pode ser a isca perfeita e aprende o quão rápido ele e Kageyama cresceram juntos como uma dupla. Ele também testemunha em primeira mão como a velocidade de Hinata é difícil de acompanhar. Apesar disso, a associação também vence o segundo set, com Azumane marcando o último ponto. Agora Ukai deve decidir quem serão os titulares do time. |              | |                                   |                     |                        |
| 11 | 11           | "Decisão" Transliteração: "Ketsudan" (em japonês: 決断)                                                              | Hirotaka Endō                     | Taku Kishimoto      | 15 de junho de 2014    |
| A Karasuno vai para um campo de treinamento. Enquanto corria, Hinata se perde e conhece um jogador de vôlei chamado Kozume Kenma. Depois de hesitar em decidir a escalação inicial, Ukai escolhe Sawamura, Yu, Azumane, Ryuunosuke, Tsukishima, Kageyama e Hinata como titulares. Ukai revela que no passado Nekoma não teve jogadores excelentes, mas eles têm sido um time que prospera em recepções e ataques. Os jogadores da Karasuno recebem suas camisas, e Hinata veste a número 10, o mesmo número de seu ídolo, o "Pequeno Gigante". |              | |                                   |                     |                        |
| 12 | 12           | "O Reencontro Neko-Karasu" Transliteração: "Neko to karasu no saikai" (em japonês: ネコとカラスの再会)               | Yasuo Ejima                       | Toshimitsu Takeuchi | 22 de junho de 2014    |
| Nekoma e Karasuno começam a partida. A Nekoma percebe que eles estão contra um levantador genial, então eles decidem começar a marcar Hinata. O bloqueador de Hinata se acostuma com sua velocidade e finta e começa a bloquear seus ataques, permitindo que a Nekoma vença o primeiro set; no entanto, Kageyama usa a oportunidade para ensinar Hinata como fazer um ataque direto e como usar seus olhos para encontrar buracos na defesa do oponente. Hinata acaba conseguindo mudar o caminho de suas cortadas no ar durante o segundo set. |              | |                                   |                     |                        |
| 13 | 13           | "Rival" Transliteração: "Raibaru" (em japonês: 好敵手)                                                               | Takaaki Suzuki                    | Toshimitsu Takeuchi | 29 de junho de 2014    |
| A Nekoma vence o segundo set por 25-23, e após a partida as escolas percebem que reavivaram sua rivalidade, com os dois times tendo jogadores com personalidades semelhantes e com calouros cheios de objetivos e ambições. Apesar da derrota, a Karasuno jura vingança no torneio nacional. No final, Ukai concorda em se tornar treinador em tempo integral. |              | |                                   |                     |                        |
| 14 | 14           | "Adversários Formidáveis" Transliteração: "Kyōteki-tachi" (em japonês: 強敵たち)                                     | Tomoko Hiramuki                   | Taku Kishimoto      | 6 de julho de 2014     |
| O chaveamento para o Torneio Intercolegial é anunciado. A Karasuno tem seus treinos finais e trabalha em cortadas e sinais. A assistente do time, Kiyoko Shimizu, recupera a bandeira da escola com o lema "Voe", o que inventiva os jogadores. Yamaguchi secretamente busca a ajuda de Shimada, um dos jogadores do time da associação, para treinar saques flutuantes para que ele não seja o único novato sem a capacidade de contribuir para o time. |              | |                                   |                     |                        |
| 15 | 15           | "Renascimento" Transliteração: "Fukkatsu" (em japonês: 復活)                                                         | Kiyoshi Murayama                  | Taku Kishimoto      | 13 de julho de 2014    |
| Os times masculino e feminino da Karasuno chegam para suas primeiras partidas do torneio. Daichi fala Ikejiri, um antigo companheiro de equipe, e eles jurarem derrotar um ao outro. O time masculino começa bem contra a escola Tokonami, com Kageyama e Hinata usando seu ataque rápido e Azumane mostrando sua força como ace da equipe. |              | |                                   |                     |                        |
| 16 | 16           | "Vencedores e Perdedores" Transliteração: "Shousha to haisha" (em japonês: 勝者と敗者)                               | Shintarō Itoga                    | Taku Kishimoto      | 20 de julho de 2014    |
| O time masculino vence facilmente o jogo. O time feminino não tem tanta sorte, e após a derrota, suas jogadoras se perguntam o que poderiam ter feito para continuar jogando. Ikejiri também fica triste com sua derrota e diz a Daichi para continuar vencendo. Na segunda rodada, a Karasuno enfrentará a Date Tech, um time conhecido por seu bloqueio efetivo que os derrotou três meses antes e que fez Asahi desistir do vôlei. |              | |                                   |                     |                        |
| 17 | 17           | "A Muralha de Ferro" Transliteração: "Teppeki" (em japonês: 鉄壁)                                                    | Takashi Ōtsuka                    | Toshimitsu Takeuchi | 27 de julho de 2014    |
| No jogo seguinte, a Date Tech bloqueia facilmente os atacantes da Karasuno, mas a defesa deles se mantém forte graças a Daichi e Nishinoya. Kageyama começa a executar o plano que Ukai criou: forçar Hinata a se destacar para tirar a atenção dos outros atacantes. Os dois usam seu ataque rápido usual, mas o bloqueador da Date Tech, Aone, começa a acompanhá-los. Kageyama muda seu foco para Asahi, dando ao ace um arremesso que lhe permite passar pela defesa do oponente e, finalmente, se vingar de sua partida anterior. |              | |                                   |                     |                        |
| 18 | 18           | "Protegendo as Costas" Transliteração: "Senaka no mamori" (em japonês: 背中の護り)                                   | Yumi Kamakura                     | Toshimitsu Takeuchi | 3 de agosto de 2014    |
| Após vencer o primeiro set, a Karasuno muda sua rotação para tirar Hinata do confronto com Aone, obrigando Asahi a atravessar o bloqueio adversário. Ele retoma a sua confiança e consegue marcar o último ponto do jogo para dar a vitória a sua equipe por 2-0. |              | |                                   |                     |                        |
| 19 | 19           | "Maestros" Transliteração: "Shikisha" (em japonês: 指揮者)                                                           | Hirotaka Endō                     | Taku Kishimoto      | 10 de agosto de 2014   |
| Karasuno observa a partida da Aoba Johsai e os jogadores ficam nervosos com a habilidade de Oikawa em saques e levantamentos, especialmente Kageyama, que está na sombra de Oikawa desde o ensino fundamental. Na semifinal, que acontece no dia seguinte, a Karasuno enfrenta a Aoba Johsai. A partida começa com Oikawa fazendo um ponto de segunda, que Kageyama repete logo depois. |              | |                                   |                     |                        |
| 20 | 20           | "Oikawa Tooru Não É Um Prodígio" Transliteração: "Oikawa Tooru wa tensai dewanai" (em japonês: 及川徹は天才ではない) | Shintarō Itoga                    | Taku Kishimoto      | 17 de agosto de 2014   |
| Oikawa e Kageyama continuam a jogar um contra o outro enquanto tentam provar quem é o melhor levantador. Seus dias de colégio são comparados ao longo do episódio, quando Oikawa, considerado menos talentoso por natureza, é mostrado em conflito com Kageyama, que é naturalmente mais talentoso. Durante o jogo, a Aoba Johsai começa a antecipar os movimentos de Kageyama com facilidade, o que está prestes a fazê-lo entrar em seu "Modo Rei". De repente, ele é substituído por Sugawara como levantador. |              | |                                   |                     |                        |
| 21 | 21           | "A Verdadeira Força do Senpai" Transliteração: "Senpai no jitsuryoku" (em japonês: 先輩の実力)                       | Tomoko Hiramuki Tetsuaki Watanabe | Taku Kishimoto      | 24 de agosto de 2014   |
| A Aoba Johsai vence o primeiro set e Kageyama fica chocado ao ver Sugawara revelar suas reais habilidades de levantamento, além de incentivar os outros a se doarem um pouco mais ao jogar em suas respectivas posições. A Karasuno assume a liderança no segundo set, mas as previsões de Oikawa começam a se concretizar e permitem que seu time retorne a partida. |              | |                                   |                     |                        |
| 22 | 22           | "Progresso" Transliteração: "Shinka" (em japonês: 進化)                                                              | Toshiaki Kanbara                  | Taku Kishimoto      | 31 de agosto de 2014   |
| Após ser substituído novamente, Kageyama tenta se comunicar com cada um de seus companheiros de equipe e começa a aprender qual é o melhor ponto de ajuste para cada um deles, e Tsukishima introduz um novo ataque que prova que a Karasuno pode ser uma ameaça em todas as frentes, que os leva a vencer o segundo set. |              | |                                   |                     |                        |
| 23 | 23           | "O Ponto que Muda o Ritmo" Transliteração: "Nagare o kaeru ippon" (em japonês: 流れを変える一本)                     | Kōichi Kikuta                     | Taku Kishimoto      | 7 de setembro de 2014  |
| Com a Aoba Johsai se distanciando no terceiro set, Ukai faz Yamaguchi entrar como sacador temporário, mas ele acaba errando o saque. Apesar disso, o erro permite que a Karasuno se acalme. O jogo continua equilibrado e os dois times chegam aos 24 pontos. A equipe que conseguir uma vantagem de dois pontos vence o set e a partida. |              | |                                   |                     |                        |
| 24 | 24           | "Ex-Rei Solitário" Transliteração: "Datsu "kodoku no ou-sama"" (em japonês: 脱・“孤独の王様”)                        | Susumu Mitsunaka                  | Taku Kishimoto      | 14 de setembro de 2014 |
| O set prolongado esgota ambos os times, e Oikawa reconhece que Kageyama percebeu o que é trabalho em equipe e não é mais um rei solitário. Quando a Aoba Johsai consegue bloquear a cortada de Hinata, eles vencem a partida por um placar de 33-31, para a devastação dos jogadores da Karasuno. |              | |                                   |                     |                        |
| 25 | 25           | "O Terceiro Dia" Transliteração: "Mikka-me" (em japonês: 三日目)                                                     | Jōji Furuta                       | Taku Kishimoto      | 21 de setembro de 2014 |
| Mesmo com a derrota, os veteranos do terceiro ano decidem continuar jogando para participarem do torneio de primavera. Kageyama e Hinata desabafam sua frustração no ginásio e determinam seguir em frente. Ukai revela que a Academia Shiratorizawa derrotou a Aoba Johsai na final do Intercolegial, e a Karasuno começa seu primeiro treino para se preparar para o torneio de primavera. |              | |                                   |                     |                        |

### 2.ª temporada (2015–16)
| N.º na série | N.º na temp. | Título | Dirigido por                      | Escrito por      | Exibição original       |
| --- | ------------ | --- | --------------------------------- | ---------------- | ----------------------- |
| 26 | 1            | "Let's go Tokyo!!" Transliteração: "Rettsu gō Tōkyō!!" (em japonês: レッツゴートーキョー!!)                                       | Susumu Mitsunaka                  | Taku Kishimoto   | 4 de outubro de 2015    |
| Takeda anuncia que a Karasuno foi convidada pela Nekoma para participar do campo de treinamento deles em Tóquio junto com as equipes da Academia Fukurodani, Shinzen e Ubugawa High. Kageyama e Hinata, sem saber, se separam do time durante uma corrida e se depararam com Ushijima, capitão da Academia Shiratorizawa. Depois que Ushijima afirma que o único bom jogador na prefeitura de Miyagi é Oikawa, Hinata o desafia. |              | |                                   |                  |                         |
| 27 | 2            | "Sol Direto" Transliteração: "Chokusha nikkō" (em japonês: 直射日光)                                                              | Yoshitaka Koyama                  | Susumu Mitsunaka | 11 de outubro de 2015   |
| Hinata, Kageyama, Nishinoya e Tanaka temem não poder ir a Tóquio para jogar se não passarem nas provas finais. Hinata e Kageyama tentam estudar com Tsukishima, o que acaba não funcionando. Hitoka Yachi, uma aluna do primeiro ano que Shimizu está tentando recrutar como a nova assistente do clube, se torna a tutora dos dois. |              | |                                   |                  |                         |
| 28 | 3            | "Habitante B" Transliteração: ""Murabito B"" (em japonês: “村人B”)                                                                | Shintarō Nakazawa                 | Susumu Mitsunaka | 18 de outubro de 2015   |
| Hitoka se sente em conflito sobre se juntar ao time de vôlei. Depois de assistir à partida de treino contra a Oginishi High, ela começa a ver o charme do time. No entanto, ela tem dificuldade em expressar seus sentimentos para sua mãe, com medo de que ela possa desaprovar. Hinata a ajuda a contar seu desejo para sua mãe, que aprova sua nova atividade e a ajuda a elaborar um cartaz para levantar fundos para o clube. |              | |                                   |                  |                         |
| 29 | 4            | "Ace Central" Transliteração: ""Sentā ēsu"" (em japonês: “センターエース”)                                                        | Mariko Ishikawa                   | Taku Kishimoto   | 25 de outubro de 2015   |
| O time viaja para Tóquio sem Hinata e Kageyama, que são deixados para trás para fazer seus exames suplementares. A Karasuno sofre muitas derrotas em sua ausência e é forçado a fazer peixinhos em volta da quadra como punição. Hinata e Kageyama chegam no final do dia com a ajuda da irmã de Tanaka, Saeko. Hinata mais tarde conhece Lev Haiba, um imponente jogador meio russo no time da Nekoma, que promete ser o primeiro a contra-atacar seu ataque rápido. |              | |                                   |                  |                         |
| 30 | 5            | "Ambição" Transliteração: ""Yoku"" (em japonês: 『欲』)                                                                           | Tomoko Hiramuki Tetsuaki Watanabe | Taku Kishimoto   | 1 de novembro de 2015   |
| Hinata deseja testar novas técnicas para poder competir sozinho, embora Kageyama argumente que, ao fazer isso, ele destruiria o time. Hinata o considera como alguém que não dá apoio, o que leva a uma discussão acalorada entre os dois. O resto do time se preocupa que isso vá prejudicar seu desempenho e espera que os dois se reconciliem logo. |              | |                                   |                  |                         |
| 31 | 6            | "Tempo" Transliteração: ""Tenpo"" (em japonês: “テンポ”)                                                                          | Hirotaka Mori                     | Taku Kishimoto   | 8 de novembro de 2015   |
| Kageyama procura Oikawa para pedir conselhos sobre os desejos de Hinata de tentar novas técnicas. O treinador Ukai apresenta Hinata ao seu avô, ex-treinador do time da Karasuno, para ajudá-lo a melhorar seu ataque. Os dois calouros são informados de que Hinata tem liderança absoluta em seus ataques; Kageyama pratica diferentes levantamentos, enquanto Hinata tenta outros métodos de jogadas rápidas. |              | |                                   |                  |                         |
| 32 | 7            | "O Nascer da Lua" Transliteração: "Tsukinode" (em japonês: 月の出)                                                                | Shintarō Itoga                    | Taku Kishimoto   | 15 de novembro de 2015  |
| A Karasuno chega a Saitama para um campo de treinamento. Durante uma partida de treino contra a Fukurodani, Hinata percebe que Kageyama mudou seus arremessos. Asahi também começou a treinar saques viagem, enquanto Nishinoya praticou arremessos rápidos e Daichi, Tanaka e Sugawara tentaram ataques sincronizados. Outras equipes reconhecem seus esforços para tentar novas jogadas, apesar de notarem que Tsukishima parece ser o único a não ter evoluído. |              | |                                   |                  |                         |
| 33 | 8            | "O Herói Ilusório" Transliteração: "Genkaku hīrō" (em japonês: 幻覚ヒーロー)                                                      | Masako Satō                       | Taku Kishimoto   | 22 de novembro de 2015  |
| Tsukishima acredita que não deveria se esforçar tanto no treinamento como seu irmão, Akiteru, para evitar decepções quando confrontado com o fracasso. Apesar de praticar muito, Akiteru não conseguiu se tornar um jogador regular da Karasuno devido ao número de jogadores mais talentosos no time, incluindo o ídolo de Hinata, o "Pequeno Gigante". |              | |                                   |                  |                         |
| 34 | 9            | "Vs "Guarda-Chuva"" Transliteração: "VS "Kasa"" (em japonês: VS“傘”)                                                              | Shintarō Itoga                    | Taku Kishimoto   | 29 de novembro de 2015  |
| A Karasuno enfrenta a Nekoma em uma partida de treino, e Hinata reconhece que Kageyama inconscientemente lançou a bola do jeito que ele costumava fazer quando os olhos de Hinata estavam fechados. O bloqueador do meio aponta isso, então Kageyama decide praticar sozinho para dar a Hinata os arremessos exatos que ele quer. Isso faz com que Hinata fique livre para se juntar aos treinos de Tsukishima com Kuroo, Akaashi e Bokuto, jogadores excepcionalmente habilidosos da Fukurodani. Lev se junta, e sua partida 3 contra 3 dá a Hinata a chance de aprender novos movimentos que ele poderia usar contra futuros oponentes. |              | |                                   |                  |                         |
| 35 | 10           | "Engrenagem" Transliteração: "Haguruma" (em japonês: 歯車)                                                                        | Shintarō Nakazawa                 | Taku Kishimoto   | 6 de dezembro de 2015   |
| Para a última partida de treino do campo de treinamento, a Karasuno enfrenta a Fukurodani novamente. Desta vez, suas novas jogadas dão certo, o que deixa Bokuto surpreso com sua rápida evolução. |              | |                                   |                  |                         |
| 36 | 11           | "Acima" Transliteração: ""Ue"" (em japonês: “上”)                                                                                 | Tetsuaki Watanabe                 | Taku Kishimoto   | 13 de dezembro de 2015  |
| A Fukurodani acaba vencendo a partida e o acampamento de treinamento termina com um churrasco para os jogadores. A Karasuno retorna à escola para continuar praticando e aprimorando suas habilidades, e outros times de vôlei da prefeitura estão ocupados treinando para o torneio de primavera. |              | |                                   |                  |                         |
| 37 | 12           | "Que os Jogos Comecem!!" Transliteração: "Shiai Kaishi" (em japonês: 試合開始!!)                                                  | Itsurō Kawasaki                   | Takuya Satō      | 20 de dezembro de 2015  |
| Os primeiros oponentes da Karasuno no torneio de primavera são a Ougiminami High, que eles conseguem vencer facilmente. O avô Ukai vem assistir e o público comenta quanto o time mudou desde o Intercolegial. |              | |                                   |                  |                         |
| 38 | 13           | "Força Pura e Simples" Transliteração: "Shinpuru de junsui na chikara" (em japonês: シンプルで純粋な力)                           | Yūsuke Sunouchi                   | Takuya Satō      | 27 de dezembro de 2015  |
| O próximo adversário da Karasuno é a Kakugawa, que tem Yudai Hyakuzawa, um jogador de 2,01 metros de altura. Com ele em quadra, Hinata não conseguiria usar seu ataque rápido, acreditando tê-lo encurralado. No entanto, Hinata consegue superá-lo ao explorar o bloqueio, fazendo com que a bola bata na mão de Hyakuzawa para fora da quadra. A Karasuno consegue vencer e depois esbarram com os jogadores da Johzenji, que serão seus oponentes na próxima fase. |              | |                                   |                  |                         |
| 39 | 14           | "Ainda em Crescimento" Transliteração: "Sodachizagari" (em japonês: 育ち盛り)                                                     | Kōji Komurakata                   | Taku Kishimoto   | 10 de janeiro de 2016   |
| Após a partida, os jogadores da Karasuno refletem sobre seu desempenho e procuram áreas onde podem melhorar. Tsukishima busca ajuda de seu irmão e treinador para aprender a bloquear atacantes que são mais altos e fortes que ele. Kageyama espia a Aoba Johsai e fica impressionado com as habilidades de Oikawa como levantador. |              | |                                   |                  |                         |
| 40 | 15           | "Playground" Transliteração: "Asobiba" (em japonês: アソビバ)                                                                     | Tetsuaki Watanabe                 | Taku Kishimoto   | 17 de janeiro de 2016   |
| A Karasuno vence o primeiro set contra a Johzenji, mas esperam que o seguinte seja mais difícil porque seus adversários assumem muitos riscos e são imprevisíveis. |              | |                                   |                  |                         |
| 41 | 16           | "Ao Próximo" Transliteração: "Tsugi e" (em japonês: 次へ)                                                                         | Shintarō Itoga                    | Taku Kishimoto   | 24 de janeiro de 2016   |
| A Johzenji muda seu comportamento após uma conversa séria com sua assistente, Hana Misaki. Apesar disso, o capitão do time, Yuji Terushima, tenta copiar o ataque sincronizado da Karasuno, o que acaba custando a partida. Mesmo derrotados, o time agradece a Hana por tudo o que ela fez por eles. O próximo oponente da Karasuno é a Wakutani South, um time cujo capitão tem habilidades semelhantes às do Pequeno Gigante. Durante a partida, Daichi e Tanaka se chocam quando tentam salvar uma bola ao mesmo tempo. |              | |                                   |                  |                         |
| 42 | 17           | "A Disputa sem Garra" Transliteração: "Konjou nashi no Tatakai" (em japonês: 根性無しの戦い)                                      | Yūsuke Kaneda                     | Taku Kishimoto   | 31 de janeiro de 2016   |
| Com Daichi lesionado, Ennoshita assume seu lugar de capitão no jogo. Ele não consegue acreditar em si mesmo e se compara a Daichi, mas após refletir sobre como ele abandonou o clube de vôlei quando era calouro, decide que não fugiria dessa partida e retoma sua confiança. Yamaguchi é substituído como sacador e consegue acertar um saque flutuante além da rede. |              | |                                   |                  |                         |
| 43 | 18           | "Os Perdedores" Transliteração: "Haibokusha-tachi" (em japonês: 敗北者達)                                                         | Takashi Andō                      | Taku Kishimoto   | 7 de fevereiro de 2016  |
| Apesar da defesa enfraquecida com a ausência de Daichi, Ennoshita encontra uma maneira para o time continuar pontuando e Hinata incorpora os novos movimentos que aprendeu durante o campo de treinamento em Tóquio, o que leva a Karasuno a vitória. |              | |                                   |                  |                         |
| 44 | 19           | "A Muralha de Ferro Sempre se Reconstrói" Transliteração: "Teppeki wa Nando demo Kizukareru" (em japonês: 鉄壁は何度でも築かれる) | Masako Satō                       | Taku Kishimoto   | 14 de fevereiro de 2016 |
| A Date Tech enfrenta a Aoba Johsai, enquanto os jogadores da Karasuno observam das arquibancadas o novo levantador da Date, Koganegawa. Sua altura torna a partida intensa, mas devido à sua falta de experiência em bloqueio, a Aoba Johsai consegue obter a vitória. |              | |                                   |                  |                         |
| 45 | 20           | "Extermínio" Transliteração: "Fusshoku" (em japonês: 払拭)                                                                        | Shintarō Nakazawa                 | Taku Kishimoto   | 21 de fevereiro de 2016 |
| A Karasuno e a Aoba Johsai se enfrentam nas semifinais. Embora o ataque rápido de Hinata e Kageyama tenha sido ligeiramente modificado, os terceiranistas da Aoba Johsai são capazes de pensar em uma tática para estreitar o caminho da jogada para que eles possam lidar de forma mais eficaz com ela. A Karasuno vence o primeiro set, mas um novo jogador da Aoba Johsai, Kentaro Kyotani, é substituído e muda completamente o ritmo do jogo. |              | |                                   |                  |                         |
| 46 | 21           | "O Destruidor" Transliteração: "Kowashi-ya" (em japonês: 壊し屋)                                                                  | Shintarō Itoga                    | Taku Kishimoto   | 28 de fevereiro de 2016 |
| O modo agressivo que Kyotani emprega faz com que ele cometa tantos erros quanto marca pontos para a Aoba Johsai. Sugawara entra no jogo para ajudar a Karasuno a ganhar mais pontos, mas logo é substituído de volta quando a formação muda. |              | |                                   |                  |                         |
| 47 | 22           | "A Luta do Ex-Covarde" Transliteração: "Moto okubyōmono no tatakai" (em japonês: 元・根性無しの戦い)                              | Yūsuke Kaneda                     | Taku Kishimoto   | 6 de março de 2016      |
| Yamaguchi entra como sacador substituto e seus saques são capazes de render mais pontos para a Karasuno, diminuindo a diferença no placar. Apesar disso, os saques fortes de Oikawa acabam dando a vitória do segundo set para a Aoba Johsai. |              | |                                   |                  |                         |
| 48 | 23           | "Time" Transliteração: ""Chīmu"" (em japonês: “チーム”)                                                                           | Tetsuaki Watanabe                 | Taku Kishimoto   | 13 de março de 2016     |
| As jogadas de Kyotani se tornam cada vez mais imprudentes no terceiro set, o que leva a sua substituição para que possa se acalmar. Com a ajuda de Yahaba, ele se recupera e finalmente consegue jogar como uma equipe com seus companheiros de time. |              | |                                   |                  |                         |
| 49 | 24           | "O Botão do Limite Absoluto" Transliteração: "Kyokugen suitchi" (em japonês: 極限スイッチ)                                        | Susumu Mitsunaka                  | Taku Kishimoto   | 20 de março de 2016     |
| A Karasuno vence o terceiro set e o jogo, depois de um ataque rápido de Kageyama e Hinata. Oikawa reflete que é impossível para alguém sem talento natural vencer qualquer gênio do vôlei, mas ele continuará seguindo em frente com tudo o que tem. |              | |                                   |                  |                         |
| 50 | 25           | "Declaração de Guerra" Transliteração: "Sensen fukoku" (em japonês: 宣戦布告)                                                     | Yumi Kamakura                     | Taku Kishimoto   | 27 de março de 2016     |
| A Aoba Johsai lamenta sua derrota, mas promete derrotar a Karasuno no ano seguinte. Mais tarde, Ushijima se aproxima dos jogadores da Karasuno na entrada do ginásio e Hinata e Kageyama prometem derrotar a Shiratorizawa para chegar ao campeonato nacional. |              | |                                   |                  |                         |

### 3.ª temporada (2016)
| N.º na série | N.º na temp. | Título                                                                                                 | Dirigido por      | Escrito por      | Exibição original      |
| --- | ------------ | --- | ----------------- | ---------------- | ---------------------- |
| 51 | 1            | "Saudações" Transliteração: "Goaisatsu" (em japonês: ごあいさつ)                                       | Hirotaka Mori     | Susumu Mitsunaka | 8 de outubro de 2016   |
| A partida final será disputada em cinco sets. Os jogadores titulares da Karasuno e da Shiratorizawa são apresentados ao público e o jogo começa com Ushijima marcando um ponto contra Nishinoya, que nota a diferença na bola por conta do ataque canhoto do seu adversário. |              | |                   |                  |                        |
| 52 | 2            | "A Ameaça Canhota" Transliteração: ""Hidari" no kyōi" (em japonês: “左”の脅威)                         | Haruo Okuno       | Taku Kishimoto   | 15 de outubro de 2016  |
| A Karasuno tenta o seu melhor contra Ushijima e sua equipe, embora seja difícil pará-los, já que enfrentar um jogador canhoto é raro, o que fica evidente quando Nishinoya continua a ter problemas para receber os ataques de Ushijima. A Shiratorizawa vence o primeiro set por 25-16, mas a Karasuno se recusa a desistir sem lutar. Nota: Este episódio é dedicado em memória de Kazunari Tanaka, o dublador original do treinador Ukai, que morreu em 10 de outubro de 2016.  |              | |                   |                  |                        |
| 53 | 3            | "GUESS MONSTER" "GUESS・MONSTER"                                                                       | Shintarō Itoga    | Taku Kishimoto   | 22 de outubro de 2016  |
| Os ataques da Karauno param em Tendo Satori, também conhecido como "Guess Monster". Ele é capaz de adivinhar e bloquear facilmente suas cortadas, mas com o conselho do treinador Ukai, o time consegue alcançar a Shiratorizawa. Tsukishima está lentamente pensando em maneiras de derrotar seus oponentes. Yamaguchi e Sugawara também entram para mudar o ritmo do jogo e aproximar a Karasuno de vencer o segundo set.                                                        |              | |                   |                  |                        |
| 54 | 4            | "O Halo da Lua" Transliteração: "Tsuki no wa" (em japonês: 月の輪)                                     | Masako Satō       | Taku Kishimoto   | 29 de outubro de 2016  |
| A Karasuno encontra uma maneira de evitar os ataques cruzados de Ushijima. Com o set estendido, o levantador da Shiratorizawa, Kenjiro Shirabu, acaba fazendo uma arremesso baixo, o que faz com que Ushijima acelere sua cortada. Esperando por essa oportunidade calculada, Tsukishima cria uma abertura temporária para atrair Ushijima e bloqueá-lo, o que dá a vitória do segundo set para a Karasuno.                                                                        |              | |                   |                  |                        |
| 55 | 5            | "Indivíduos vs. Números" Transliteração: "Ko vs. kazu" (em japonês: 個VS数)                            | Tetsuaki Watanabe | Taku Kishimoto   | 5 de novembro de 2016  |
| O passado do levantador da Shiratorizawa, Kenjiro Shirabu, é revelado. O terceiro set termina rapidamente com uma vitória da sua equipe, que recupera o ritmo. Entre os sets, Ushijima critica Hinata por não conseguir compensar sua altura com bons bloqueios e recepções, o que o surpreende. Hinata então consegue bloquear um ataque depois de vir correndo pelo fundo da quadra.                                                                                             |              | |                   |                  |                        |
| 56 | 6            | "A Reação Química dos Encontros" Transliteração: "Deai no kagaku henka" (em japonês: 出会いの化学変化) | Shintarō Itoga    | Susumu Mitsunaka | 12 de novembro de 2016 |
| O quarto set continua e embora a Karasuno esteja usando novas táticas, eles também estão sofrendo fadiga. Com o set point a favor da Karasuno, Tendo provoca Kageyama, mas ele manda a bola para Hinata, que mesmo curta, consegue cutucá-la com a mão esquerda e fazer o ponto, levando o jogo para o quinto set. |              | |                   |                  |                        |
| 57 | 7            | "Fixação" Transliteração: "Kodawari" (em japonês: こだわり)                                            | Yūsuke Kaneda     | Taku Kishimoto   | 19 de novembro de 2016 |
| Com Kageyama descansando, o quinto set começa com Sugawara como levantador, que acaba sentido a pressão do momento, mas Kiyoko tenta acalmá-lo. Do outro lado, Tendo relembra seu primeiro ano na Shiratorizawa, seus momentos no clube de vôlei e suas memórias de infância que ajudaram a nutrir suas habilidades atuais. Tsukishima machuca o dedo mindinho ao tentar bloquear um ataque de Ushijima e é enviado para a enfermaria, fazendo com que a Karasuno fique para trás. |              | |                   |                  |                        |
| 58 | 8            | "Um Homem Desagradável" Transliteração: "Iya na otoko" (em japonês: 嫌な男)                            | Hitomi Ezoe       | Susumu Mitsunaka | 26 de novembro de 2016 |
| Ushijima se irrita com o estilo de jogo de Hinata e promete esmagar a Karasuno. Quando a Shiratorizawa fica em match point, Tsukishima retorna pronto para continuar jogando. |              | |                   |                  |                        |
| 59 | 9            | "Os Idiotas do Vôlei" Transliteração: "Barē baka-tachi" (em japonês: バレー馬鹿たち)                   | Shintarō Itoga    | Taku Kishimoto   | 3 de dezembro de 2016  |
| A Karasuno consegue estender o set e agora com o match point a seu favor, o ataque da Shiratorizawa toca no bloqueio de Tsukishima, permitindo que Kageyama e Hinata façam uma jogada rápida do fundo da quadra. |              | |                   |                  |                        |
| 60 | 10           | "Uma Batalha Conceitual" Transliteração: "Konseputo no tatakai" (em japonês: コンセプトの戦い)         | Tetsuaki Watanabe | Taku Kishimoto   | 10 de dezembro de 2016 |
| A Shiratorizawa salva a jogada rápida e o rali continua com todos os jogadores de ambos os lados tocando na bola, até que Kageyama faz outra jogada com Hinata, que consegue cravar o ponto e dar a vitória para a Karasuno. Posteriormente, Takeda anuncia que Kageyama foi convidado para o campo de treinamento de juniores do Japão. |              | |                   |                  |                        |

### 4.ª temporada (2020)
| Parte 1 |    | |                         |                |                         |
| 61 | 1  | "Introduções" Transliteração: "Jiko shōkai" (em japonês: 自己紹介)                                   | Masako Satō             | Taku Kishimoto | 11 de janeiro de 2020   |
| Em preparação para o campeonato nacional, as alturas dos saltos dos meninos são tiradas, invocando uma competição amigável entre a equipe. Kageyama é convidado para o campo de treinamento de juniores do Japão, enquanto Tsukishima é convidado para um treinamento de primeiranistas de toda a prefeitura. Em um ataque de ciúmes, Hinata entra furtivamente na concentração de Tsukishima. Apesar da confusão, o treinador da Shiratorizawa permite que Hinata participe apenas como gandula para testar suas habilidades independentemente de Kageyama.                                                                          |    | |                         |                |                         |
| 62 | 2  | "Perdido" Transliteração: "Maigo" (em japonês: 迷子)                                                 | Takahiro Ōtsuka         | Taku Kishimoto | 18 de janeiro de 2020   |
| Hinata observa a sessão de treinos e sentindo-se frustrado, percebe que deve mudar sua perspectiva e processo de pensamento para descobrir o que pode fazer no acampamento. |    | |                         |                |                         |
| 63 | 3  | "Perspectiva" Transliteração: "Shiten" (em japonês: 視点)                                            | Yasushi Muroya          | Taku Kishimoto | 25 de janeiro de 2020   |
| Com o conselho do treinador Ukai em mente para não subestimar a posição de gandula, Hinata trabalha a recepção da bola de diferentes maneiras, lendo a postura dos atacantes. Enquanto isso, os demais alunos da Karasuno fazem um jogo treino com a escola Tokonami enquanto praticam seus saques e percebem que preferem fazer a punição, independentemente de ganharem ou perderem. Kageyama continua seus treinos na concentração nacional e inconscientemente faz seus levantamentos mais altos do que o normal. |    | |                         |                |                         |
| 64 | 4  | "Calma" Transliteração: ""Raku"" (em japonês: "楽")                                                  | Hideya Itō              | Taku Kishimoto | 1 de fevereiro de 2020  |
| Graças a Tsukishima, Hinata consegue participar do treino livre e rapidamente impressiona os outros jogadores com suas habilidades. Enquanto continua a observar e aprender novas táticas, ele tenta ajudar Hyakuzawa, que está continuamente lutando para acompanhar os outros. Na concentração nacional, Kageyama se vê alvo de vários jogadores e é desafiado por outro levantador, Atsumu Miya. |    | |                         |                |                         |
| 65 | 5  | "Fome" Transliteração: "Kūfuku" (em japonês: 空腹)                                                   | Tomoe Makino            | Taku Kishimoto | 8 de fevereiro de 2020  |
| No último dia da concentração, Hinata imita os estilos de jogo dos demais e Kageyama também prática em posições diferentes de levantador, mas mostra sinais de dificuldades devido ao seu confronto com Atsumu. Na Karasuno, os meninos continuam praticando seus saques e Takeda contatou várias escolas para jogos treino antes. Na manhã seguinte, Hinata e Kageyama se reencontram e compartilham informações sobre os participantes de seus respectivos treinamentos. |    | |                         |                |                         |
| 66 | 6  | "Melhorias" Transliteração: "Kōyō" (em japonês: 昂揚)                                                | Masayo Nozaki           | Taku Kishimoto | 15 de fevereiro de 2020 |
| No primeiro dia de volta, os garotos praticam seus saques. Kinoshita consegue fazer o saque flutuante enquanto Yamaguchi ainda não conseguiu dominar o saque viagem. Hinata surpreende a todos ao conseguir receber o saque poderoso de Kageyama. Para treinamento pessoal, Kageyama treina Hinata em sua técnica de salto usando Hoshiumi como referência. Eles também fazem um jogo treino contra a Date Tech. |    | |                         |                |                         |
| 67 | 7  | "Retorno" Transliteração: "Henkan" (em japonês: 返還)                                                | Hideya Itō              | Taku Kishimoto | 22 de fevereiro de 2020 |
| Kageyama tem estado muito quieto e nervoso desde que voltou da concentração nacional. Hinata consegue aliviar a tensão lembrando Kageyama de seu crescimento desde que se conheceram. O treinador Ukai aproveita a oportunidade para incentivar a equipe a se comunicar de forma eficaz. Mais tarde, Kageyama faz experimentos enquanto lança para Tsukishima para quebrar a "Muralha de Ferro" da Date Tech. |    | |                         |                |                         |
| 68 | 8  | "Desafiante" Transliteração: "Charenjā" (em japonês: チャレンジャー)                                 | Tomoe Makino            | Taku Kishimoto | 29 de fevereiro de 2020 |
| O treinador Ukai provoca Kinoshita após vê-lo evitar contato visual e o encoraja reconhecendo sua habilidade de marcar pontos. A Karasuno continua a empregar suas técnicas recém-aprendidas e as considera eficazes até mesmo contra a Muralha de Ferro. No final, Asahi marca um ponto contra três bloqueadores para vencer o set final. |    | |                         |                |                         |
| 69 | 9  | "A Noite de Cada Um" Transliteração: "Sorezore no yoru" (em japonês: それぞれの夜)                   | Hiromichi Matano        | Taku Kishimoto | 7 de março de 2020      |
| No dia de Ano Novo, Daichi fica nervoso devido ao torneio nacional, mas um dia de convívio com seus companheiros de equipe e amigos o ajuda a se acalmar. O time chega a Tóquio para a competição e depois de praticar um pouco em um ginásio local, se acomodam em seu alojamento, onde cada membro lida com a última noite antes do grande dia à sua maneira. No dia seguinte, eles participam da cerimônia de abertura do torneio. |    | |                         |                |                         |
| 70 | 10 | "Linha de Frente" Transliteração: "Sensen" (em japonês: 戦線)                                        | Toshiyuki Sone          | Taku Kishimoto | 14 de março de 2020     |
| O time se aquece para o primeiro jogo em outro ginásio. Quando eles retornam ao local oficial, Hinata descobre que está com a bolsa errada e sem seus tênis. Kiyoko vai buscar a bolsa perdida e, no caminho, relembra de quando se tornou assistente e sua jornada com o time de vôlei. Ela consegue retornar a tempo antes da partida contra a Academia Tsubakihara começar. Como o técnico Ukai esperava, o jogo é muito difícil. Kageyama tem dificuldades para se adaptar ao ambiente, mas a equipe aguenta até ele conseguir se recalibrar.                                                                                     |    | |                         |                |                         |
| 71 | 11 | "Uma Chance para Conectar" Transliteração: "Tsunagareru chansu" (em japonês: 繋がれるチャンス)       | Hitomi Ezoe Masako Satō | Taku Kishimoto | 21 de março de 2020     |
| Quando a Tsubakihara parece ter rompido as defesas da Karasuno, Hinata consegue manter a bola em jogo ao recebê-la com o peito. O novo jogador da Tsubakihara, Himekawa, é colocado como sacador em um momento crucial, mas acaba errando, permitindo que a Karasuno vença o primeiro set. No segundo, Himekawa é colocado novamente e consegue acertar saques jornada nas estrelas, marcando aces para seu time. Apesar disso, a Karasuno consegue vencer partida e avança para a segunda rodada. |    | |                         |                |                         |
| 72 | 12 | "Vívido" Transliteração: "Senretsu" (em japonês: 鮮烈)                                               | Hideya Itō              | Taku Kishimoto | 28 de março de 2020     |
| Hinata conhece Kourai Hoshiumi, um dos jogadores da concentração nacional, o que lava eles a se encararem. Mais tarde, a Karasuno observa o time de Hoshiumi, a Kamomedai, e ficam impressionados com sua habilidade. Hoshiumi exibe sua destreza em todos os aspectos, levando os comentaristas a chamá-lo de "Pequeno Gigante", o que deixa Hinata inspirado. No fim do dia, enquanto os outros jogadores descansam, Tanaka tem a chance de conversar com sua amiga de infância, Kanoka Amanai. |    | |                         |                |                         |
| 73 | 13 | "Segundo Dia" Transliteração: "Futsuka-me" (em japonês: 2日目)                                       | Yumi Kamakura           | Taku Kishimoto | 4 de abril de 2020      |
| O próximo oponente da Karasuno é o Colégio Inarizaki, vice-campeã do ano anterior. O técnico Ukai pede atenção especial com Atsumu Miya, que participou do treinamento nacional com Kageyama. Antes do jogo eles descobrem que um dos companheiros de equipe de Atsumu é seu irmão gêmeo, Osamu. Atsumu silencia a plateia antes de sacar para não afetar sua concentração. No entanto, quando chega a vez da Karasuno sacar, a torcida da Inarizaki começa a vaiar seus oponentes. Conforme o jogo continua, Hinata consegue pular mais alto do que nunca, mas fica tão envolvido com o salto em si que se esquece de cravar a bola. |    | |                         |                |                         |
| Parte 2 |    | |                         |                |                         |
| 74 | 14 | "Ritmo" Transliteração: "Rizumu" (em japonês: リズム)                                                | Hitomi Ezoe             | Taku Kishimoto | 3 de outubro de 2020    |
| A Inarizaki começa a pressionar Karasuno com a ajuda da banda marcial de sua torcida, que usa música e tempo para desequilibrar seus oponentes. Saeko e seu grupo de taiko chegam ne torcida da Karasuno para mudar o ritmo da partida. No entanto, todos ficam surpresos quando os irmãos Miya copiam com sucesso o ataque rápido de Hinata e Kageyama. |    | |                         |                |                         |
| 75 | 15 | "Encontrar" Transliteração: "Mitsukeru" (em japonês: 見つける)                                       | Rokō Ogiwara            | Taku Kishimoto | 10 de outubro de 2020   |
| Enquanto os jogadores da Karasuno lutam para encontrar maneiras de parar os gêmeos, Hinata recebe a tarefa de bloquear Osamu. Yamaguchi entra para sacar, mas se sente sobrecarregado por seus nervos e todas as distrações ao seu redor, mas depois de receber apoio de Shimada, seu treinador de saques, ele consegue se acalmar e sacar, fazendo um ace para seu time. |    | |                         |                |                         |
| 76 | 16 | "Coração Partido" Transliteração: "Shitsuren" (em japonês: 失恋)                                     | Yūji Horiuchi           | Taku Kishimoto | 17 de outubro de 2020   |
| No final do primeiro set, a Inarizaki começa a mirar em Tanaka, que não está em boa forma na partida. Depois de alguns deslizes, ele questiona sua contribuição para o time e tenta pressionar, mas o bloqueador central da Inarizaki o para. Apesar disso, Hinata o anima e ele marca o ponto que a vitória do set para a Karasuno. |    | |                         |                |                         |
| 77 | 17 | "Gato vs. Macaco" Transliteração: "Neko VS Saru" (em japonês: ネコＶＳサル)                          | Pyeon-Gang Ho           | Taku Kishimoto | 24 de outubro de 2020   |
| A Nekoma enfrenta a Escola Técnica Sarukawa na segunda rodada, que tem como plano fazer Kenma se exaurir. Em um flashback durante seu primeiro ano na Nekoma, Kenma não se esforçava nos treinos e Yamamoto o repreendia, levando a uma briga entre os dois. No entanto, depois disso, Yamamoto começa a perceber que Kenma não gosta de perder e sempre faz as coisas até o fim. De volta à partida contra a Sarukawa no segundo set, apesar do fato do técnico da Nekoma sempre favorecer a defesa, eles percebem que isso pode exaurir ainda mais Kenma e fazê-lo cometer mais erros.                                              |    | |                         |                |                         |
| 78 | 18 | "Armadilha" Transliteração: "Wana" (em japonês: 罠)                                                  | Hitomi Ezoe             | Taku Kishimoto | 31 de outubro de 2020   |
| Kenma pede que as recepções do seu time sejam ruins para que possam enganar os jogadores da Sarukawa, apesar disso o cansar ainda mais. A Nekoma eventualmente consegue a vitória e Kenma desmaia de cansaço enquanto seu time comemora. A partida entre Karasuno e Inarizaki continua, agora com os jogadores da Nekoma assistindo. Kuroo silenciosamente afirma que Hinata é quem deixa Kenma mais proativo. |    | |                         |                |                         |
| 79 | 19 | "O Grande Desafiante" Transliteração: "Saikyō no chōsen-sha" (em japonês: 最強の挑戦者)              | Pyeon-Gang Ho           | Taku Kishimoto | 7 de novembro de 2020   |
| Nishinoya se torna alvo dos saques de Atsumu e comete muitos erros de recepção. Enquanto a Inarizaki continua a aumentar a diferença com sua variedade de ataques, eles se tornam mais imprudentes, o que gradativamente diminui a vantagem. Seu técnico então coloca o capitão Shinsuke Kita em jogo para acalmá-los. |    | |                         |                |                         |
| 80 | 20 | "Líder" Transliteração: "Kashira" (em japonês: 頭)                                                   | Yūji Horiuchi           | Taku Kishimoto | 14 de novembro de 2020  |
| Kita ajusta o ritmo perturbado dos seus companheiros de time, os incentivando com sua forma simples e metódica, o que permite a Inarizaki vencer o segundo set com facilidade. O terceiro set começa com a Karasuno na liderança. |    | |                         |                |                         |
| 81 | 21 | "Herói" Transliteração: "Hīrō" (em japonês: ヒーロー)                                                | Yumi Kamakura           | Taku Kishimoto | 21 de novembro de 2020  |
| Kinoshita entra para sacar para a Karasuno, mas não consegue marcar o ponto e se sente frustrado por não ajudar o time. Atsumu continua forçando seus saques contra Nishinoya, mas com o incentivo de Kinoshita, ele é capaz de fazer uma recepção perfeita por cima e agradece o colega. Em um flashback, irmãos os Miya brigaram quando eram pequenos porque Osamu não conseguia marcar com os levantamentos de Atsumu. No entanto, no ensino médio, Osamu elogia o irmão por seu trabalho duro, o que faz com que este ame um pouco mais o vôlei.                                                                                  |    | |                         |                |                         |
| 82 | 22 | "Pitão" Transliteração: "Hāken" (em japonês: ハーケン)                                               | Masako Satō             | Taku Kishimoto | 28 de novembro de 2020  |
| A Inarizaki recupera seu ímpeto, mas Hinata consegue receber a bola com sucesso no saque de Aran, para a surpresa de todos, e faz outra recepção difícil logo depois. Durante o pedido de tempo, Hinata celebra suas defesas. Enquanto o time começa a rir a tensão entre eles diminui, e Osamu observa e entende o que seu irmão quer dizer ao ver que todos os Karasuno parecem ter se inspirado na fome de vencer que Hinata possui. |    | |                         |                |                         |
| 83 | 23 | "O Nascimento do Rei Sereno" Transliteração: "Shizukanaru ō no tanjō" (em japonês: 静かなる王の誕生) | Rokō Ogiwara            | Taku Kishimoto | 5 de dezembro de 2020   |
| A Inarizaki coloca o capitão Kita de volta no jogo. Mesmo assim, a Karasuno recupera algum ímpeto graças aos esforços de Sawamura e Azumane, mas os gêmeos Miya retornam da mesma maneira. Kageyama e Tanaka mostram os resultados de seus desenvolvimentos recentes. Após vários ralis longos, Hinata marca um ponto nada convencional, permitindo que a Karasuno fique com o match point. |    | |                         |                |                         |
| 84 | 24 | "A Festa dos Monstros" Transliteração: "Bakemon-tachi no utage" (em japonês: バケモンたちの宴)       | Yumi Kamakura           | Taku Kishimoto | 12 de dezembro de 2020  |
| Kageyama se esforça para atingir novos patamares enquanto Hinata mostra novas habilidades na quadra. Ralis intensos continuam fazendo o set passar dos 30 pontos. Na jogada final, os irmãos Miya tentam um ataque super rápido, mas são bloqueados por Hinata e Kageyama, que vencem a partida para a Karasuno. |    | |                         |                |                         |
| 85 | 25 | "A Terra Prometida" Transliteração: "Yakusoku no Chi" (em japonês: 約束の地)                         | Hitomi Ezoe             | Taku Kishimoto | 19 de dezembro de 2020  |
| Enquanto os jogadores da Karasuno comemoram, os gêmeos Miya tentam se desculpar com Kita, mas este os impede de fazê-lo, dizendo que eles tentaram fazer algo que poderiam ter praticado antes. Os garotos da Karasuno usam a noite para relembrar seus jogos anteriores e explorar suas esperanças para partidas futuras. No dia seguinte, eles se encontram com seus próximos oponentes, a Nekoma, em frente ao ginásio para disputar a sonhada "Batalha do Lixão" entre os dois times em uma competição oficial. |    | |                         |                |                         |

### OVAs
| N.º | Título | Dirigido por      | Escrito por    | Lançamento            |
| --- | --- | ----------------- | -------------- | --------------------- |
| 1 | "A Chegada de Lev" Transliteração: "Riēfu genkan!" (em japonês: リエーフ見参！)                                                                                    | Shintarō Nakazawa | Taku Kishimoto | 9 de novembro de 2014 |
| O time de vôlei da Nekoma recruta um novo membro: o meio japonês, meio russo Lev Haiba. Embora o autoproclamado ace seja abençoado com grande altura, ele não tem técnicas básicas de vôlei. Isso faz com que o levantador do time, Kozume Kenma, tenha problemas para jogar com ele. Para a surpresa de todos, o treinador da Nekoma sugere que Lev jogue na partida de treino contra o Colégio Kunihira, deixando Kenma sem escolha a não ser cooperar com ele. | |                   |                |                       |
| 2 | "Contra Notas Vermelhas" Transliteração: "VS "Akaten"" (em japonês: VS"赤点")                                                                                      | Shintarō Nakazawa | Taku Kishimoto | 2 de maio de 2016     |
| Este episódio entra em detalhes sobre o evento envolvendo as notas baixas de Hinata e Kageyama, além da tentativa de Tanaka de deixá-los pegar uma carona com sua irmã para Tóquio. | |                   |                |                       |
| 3 | "Especial: A Juventude Dedicada ao Campeonato de Primavera" Transliteração: "Tokushū! Haru-kō Volley ni Kaketa Seishun" (em japonês: 特集！春高バレーに賭けた青春) | Susumu Mitsunaka  | Taku Kishimoto | 4 de agosto de 2017   |
| Um noticiário com foco nas eliminatórias do Intercolegial de Primavera da Prefeitura de Miyagi, com imagens das partidas e entrevistas com os jogadores. | |                   |                |                       |
| 4 | "Terra vs. Ar" Transliteração: "Riku VS kū" (em japonês: 陸VS空)                                                                                                   | Masako Satō       | Taku Kishimoto | 22 de janeiro de 2020 |
| Uma batalha intensa acontece nas eliminatórias de Tóquio pelas três vagas restantes na competição nacional de vôlei. Na segunda semifinal, a Nekoma perde o confronto com a Fukurodani, restando enfrentar o Colégio Nohebi pela vaga final para as nacionais. | |                   |                |                       |
| 5 | "O Caminho da Bola" Transliteração: "Bōru no "michi"" (em japonês: ボールの"道")                                                                                   | Masako Satō       | Taku Kishimoto | 22 de janeiro de 2020 |
| Com a Nohebi na liderança do jogo, o líbero da Nekoma, Yaku, torce o tornozelo quando acidentalmente pisa no pé de um espectador. A Nohebi então mira em seu substituto, Yuki Shibayama. Kenma dá instruções e palavras de encorajamento aos seus companheiros de equipe, e eles continuam a partida. Shibayama pede desculpas por não conseguir salvar a bola. Para evitar o bloqueio de Lev, Kuguri avança para a lateral e Shibayama consegue fazer recepção. Yamamoto joga a bola contra as mãos do bloqueador e ela ricocheteia para fora dos limites, da quadra, dando a vitória para a Nekoma e garantindo uma vaga para as nacionais. | |                   |                |                       |

## Filme
| Título | Dirigido por     | Escrito por      | Lançamento              |
| --- | ---------------- | ---------------- | ----------------------- |
| Haikyu!! The Dumpster Battle Transliteração: "Gekijōban Haikyu!! Gomi Suteba no Kessen" (em japonês: 劇場版ハイキュー!! ゴミ捨て場の決戦) | Susumu Mitsunaka | Susumu Mitsunaka | 16 de fevereiro de 2024 |

## Músicas-tema

### Temas de abertura
| Título                     | Título                                 | Artista           | Episódios     | Ref.          |
| 1.ª temporada              | 1.ª temporada                          | 1.ª temporada     | 1.ª temporada | 1.ª temporada |
| -------------------------- | -------------------------------------- | ----------------- | ------------- | ------------- |
|                            | "Imagination"                          | Spyair            | 1–13          | [ 119 ]       |
| "Ah Yeah"                  | Sukima Switch                          | 15–25             | [ 120 ]       |               |
| 2.ª temporada              |                                        |                   |               |               |
|                            | "I'm a Believer"                       | Spyair            | 26–38         | [ 121 ]       |
| "Fly High"                 | Burnout Syndromes                      | 39–50             | [ 122 ]       |               |
| 3.ª temporada              |                                        |                   |               |               |
|                            | "Hikariare" (ヒカリアレ, Que haja luz) | Burnout Syndromes | 51–60         | [ 123 ]       |
| 4.ª temporada              |                                        |                   |               |               |
|                            | "Phoenix"                              | Burnout Syndrome  | 61–73         | [ 124 ]       |
| "Toppako" (突破口, Avanço) | Super Beaver                           | 74–85             | [ 125 ]       |               |

### Temas de encerramento
| Título                     | Título                                                 | Artista                | Episódios     | Ref.          |
| 1.ª temporada              | 1.ª temporada                                          | 1.ª temporada          | 1.ª temporada | 1.ª temporada |
| -------------------------- | ------------------------------------------------------ | ---------------------- | ------------- | ------------- |
|                            | "Tenchi Gaeshi" (天地ガエシ, Retorno ao Céu e à Terra) | Nico Touches the Walls | 1–13          | [ 119 ]       |
| "Leo"                      | Tacica                                                 | 14–25                  | [ 120 ]       |               |
| 2.ª temporada              |                                                        |                        |               |               |
|                            | "Climber"                                              | Galileo Galilei        | 26–38         | [ 126 ]       |
| "Hatsunetsu" (発熱, Febre) | Tacica                                                 | 39–50                  | [ 127 ]       |               |
| 3.ª temporada              |                                                        |                        |               |               |
|                            | "Mashi Mashi" (マシ • マシ, Mais e mais)               | Nico Touches the Walls | 51–60         | [ 123 ]       |
| 4.ª temporada              |                                                        |                        |               |               |
|                            | "Kessen Spirit" (決戦スピリット, Espírito de batalha)  | CHiCO with HoneyWorks  | 61–73         | [ 124 ]       |
| "One Day"                  | Spyair                                                 | 74–85                  | [ 125 ]       |               |

## Lançamentos emhome video

### Em japonês
| Volume        | Volume                               | Episódios               | Data de lançamento    | Ref.          |               |               |
| 1.ª temporada | 1.ª temporada                        | 1.ª temporada           | 1.ª temporada         | 1.ª temporada | 1.ª temporada | 1.ª temporada |
| ------------- | ------------------------------------ | ----------------------- | --------------------- | ------------- | ------------- | ------------- |
|               | 1                                    | 1–3                     | 16 de julho de 20214  | [ 128 ]       |               |               |
| 2             | 4–6                                  | 20 de agosto de 2014    | [ 129 ]               |               |               |               |
| 3             | 7–9                                  | 17 de setembro de 2014  | [ 130 ]               |               |               |               |
| 4             | 10–12                                | 15 de outubro de 2014   | [ 131 ]               |               |               |               |
| 5             | 13–15                                | 19 de novembro de 2014  | [ 132 ]               |               |               |               |
| 6             | 16–18                                | 17 de dezembro de 2014  | [ 133 ]               |               |               |               |
| 7             | 19–21                                | 21 de janeiro de 2015   | [ 134 ]               |               |               |               |
| 8             | 22–23                                | 18 de fevereiro de 2015 | [ 135 ]               |               |               |               |
| 9             | 24–25                                | 18 de março de 2015     | [ 136 ]               |               |               |               |
| 2.ª temporada |                                      |                         |                       |               |               |               |
|               | 1                                    | 26–28                   | 20 de janeiro de 2016 | [ 137 ]       |               |               |
| 2             | 29–31                                | 17 de fevereiro de 2016 | [ 138 ]               |               |               |               |
| 3             | 32–34                                | 16 de março de 2016     | [ 139 ]               |               |               |               |
| 4             | 35–37                                | 20 de abril de 2016     | [ 140 ]               |               |               |               |
| 5             | 38–40                                | 18 de maio de 2016      | [ 141 ]               |               |               |               |
| 6             | 41–43                                | 15 de junho de 2016     | [ 142 ]               |               |               |               |
| 7             | 44–46                                | 13 de julho de 2016     | [ 143 ]               |               |               |               |
| 8             | 47–48                                | 17 de agosto de 2016    | [ 144 ]               |               |               |               |
| 9             | 49–50                                | 14 de setembro de 2016  | [ 145 ]               |               |               |               |
| 3.ª temporada |                                      |                         |                       |               |               |               |
|               | 1                                    | 51–52                   | 7 de dezembro de 2016 | [ 146 ]       |               |               |
| 2             | 53–54                                | 18 de janeiro de 2017   | [ 147 ]               |               |               |               |
| 3             | 55–56                                | 22 de fevereiro de 2017 | [ 148 ]               |               |               |               |
| 4             | 57–58                                | 15 de março de 2017     | [ 149 ]               |               |               |               |
| 5             | 59–60                                | 12 de abril de 2017     | [ 150 ]               |               |               |               |
| 4.ª temporada |                                      |                         |                       |               |               |               |
|               | 1                                    | 61–64                   | 18 de março de 2020   | [ 151 ]       |               |               |
| 2             | 65–68                                | 20 de maio de 2020      | [ 152 ]               |               |               |               |
| 3             | 69–73                                | 19 de agosto de 2020    | [ 153 ]               |               |               |               |
| 4             | 74–77                                | 16 de dezembro de 2020  | [ 154 ]               |               |               |               |
| 5             | 78–82                                | 17 de fevereiro de 2021 | [ 155 ]               |               |               |               |
| 6             | 83–85                                | 21 de abril de 2021     | [ 156 ]               |               |               |               |
| OVA           | "Terra vs. Ar" e "O Caminho da Bola" | 22 de janeiro de 2020   | [ 157 ]               |               |               |               |